# Кайбичевское сельское поселение
Кайбичевское се́льское поселе́ние — упразднённое муниципальное образование в Дубёнском районе Мордовии Российской Федерации.
Административный центр — село Кайбичево.

## История
Статус и границы сельского поселения установлены Законом Республики Мордовия от 28 декабря 2004 года № 118-З «Об установлении границ муниципальных образований Дубёнского муниципального района, Дубёнского муниципального района и наделении их статусом сельского поселения и муниципального района».
Законом от 17 мая 2018 года N 38-З Кайбичевское сельское поселение и сельсовет были упразднены, а входившее в их состав село Кайбичево было включено в состав Ардатовского сельского поселения и сельсовета с административным центром в селе Ардатово.

## Население
| 2002 | 2010 | 2012 | 2013 | 2014 | 2015 | 2016 | 2017 | 2018 |
| ---- | ---- | ---- | ---- | ---- | ---- | ---- | ---- | ---- |
| 365  | ↘214 | ↘203 | ↘192 | ↗193 | ↘179 | ↘173 | ↘166 | ↘150 |

## Состав сельского поселения
| № | Населённый пункт | Тип населённого пункта       | Население |
| - | ---------------- | ---------------------------- | --------- |
| 1 | Кайбичево        | село, административный центр | ↘150      |